# Fondation Sciences et technologies pour l'aéronautique et l'espace
La Fondation de coopération scientifique (FCS) Sciences et Technologies pour l'Aéronautique et l'Espace (STAE), créée par décret le 7 mars 2007, émanation du réseau thématique de recherche avancée du même nom, est un nouvel outil structurant pour le développement d'une recherche scientifique d'excellence en Midi-Pyrénées, exploitable par les industries aéronautiques et spatiales.

## La présentation de la Fondation
Les RTRA, créés en avril 2006 par la Loi de programme pour la recherche, sont de nouveaux outils destinés à conduire des projets d’excellence scientifique internationale afin de faire face à la mondialisation de la recherche et de la technologie. 
Ils rassemblent autour d’un noyau d’unités de recherche proches géographiquement, une masse critique de chercheurs de très haut niveau. Ils fédèrent ainsi plusieurs établissements de recherche ou d’enseignement supérieur parfois en association avec des entreprises. 

### Missions
La Fondation STAE a pour objectif de développer des recherches fondamentales permettant d’assurer à terme l’excellence dans la maîtrise des technologies et des matériaux pour les avions, les engins spatiaux et leurs systèmes embarqués du futur et dans la maîtrise et la validation de l’observation spatiale tant en ce qui concerne l’instrumentation embarquée que l’utilisation des données, en particulier pour la modélisation et la compréhension des processus qui conditionnent le devenir de notre planète.
La structuration par projet de recherche, à compétences multidisciplinaires, dans lequel chaque partenaire apporte ses compétences, est un des points clés de la recherche de demain. Les projets soutenus par la Fondation STAE ancrent les laboratoires dans cette dynamique, apportant ainsi une contribution au développement du tissu industriel aéronautique et spatial local. Une occasion qui leur permettra de bénéficier des retombées positives du rayonnement international de la Fondation STAE. 

### Fonctionnement
La Fondation STAE développe ses actions dans deux domaines complémentaires : 
- le soutien à des projets interdisciplinaires d’excellence scientifique qui visent des objectifs fondamentaux ambitieux, associés à des expérimentations et des réalisations qui lui donnent une attractivité scientifique internationale en attirant des scientifiques de renommée mondiale ;
- la mise en place de plates-formes technologiques qui mutualiseront, au sein du réseau, les outils d’analyse, d’expérimentation et de validation des codes numériques.

La communauté scientifique toulousaine rassemblée au sein de la Fondation compte 24 laboratoires de recherche, qui représentent 800 chercheurs et enseignants-chercheurs. 
La Fondation de coopération scientifique, gère les moyens financiers, humains et scientifiques nécessaires à la réalisation des projets qu’elle soutient. 
La dotation financière provient de l’État et des membres fondateurs. 

### Comités
Conseil d’Administration : 
Il approuve la stratégie de développement de la fondation et veille à son exécution.
Il arrête les orientations générales pluriannuelles et le programme d’action annuel de la fondation.
Il vote le budget et ses modifications.
Il adopte le rapport d’activité sur la situation scientifique, morale et financière de la fondation.
Il accepte les dons et legs.
Il délibère sur tout type de convention de partenariat et de développement.
Conseil Scientifique : 
Il est consulté sur les grandes orientations scientifiques et le programme d’action annuel du réseau avant leur approbation par le conseil d’administration, et sur toute autre question qui lui sera soumise par le président du conseil d’administration.
Il procède régulièrement à une évaluation des activités de la fondation.
Il fait toute recommandation qu'il juge utile pour le développement national, européen et international de la fondation.
Il évalue l'impact des actions menées sur le rayonnement et l’attractivité au niveau international du réseau.
Le président du conseil scientifique présente chaque année un rapport annuel au conseil d'administration.
Comité de pilotage : 
Il est chargé d’animer la vie scientifique du réseau. Il peut proposer des programmes et appels d’offres, et des actions nouvelles pour la fondation et leurs modalités de sélection et de financement. Ses actions sont qualifiées par le conseil scientifique et arrêtées par le conseil d’administration.

## Les membres de la Fondation

### Fondateurs
- Centre national d'études spatiales (CNES)
- Centre national de la recherche scientifique (CNRS)
- Institut de recherche pour le développement (IRD)
- Office national d'études et de recherches aérospatiales (ONERA)
- Université de Toulouse (PRES)
- Toulouse Midi-Pyrénées Aéronautique Spatial et Systèmes Embarqués (TOMPASSE) http://www.tompasse.fr/

### Laboratoires de recherche
- Centre d’Études Spatiales de la Biosphère (CESBIO) - UPS/CNRS/IRD/CNES
- Centre d'élaboration de matériaux et d'études structurales (CEMES) - CNRS
- Centre d'étude spatiale des rayonnements (CESR) - UPS/CNRS
- Centre européen de recherche et de formation avancée en calcul scientifique (CERFACS)
- Centre Inter-universitaire de Recherche et d’Ingénierie des Matériaux (CIRIMAT) - UPS/CNRS/INP
- Groupe d'étude de l'atmosphère météorologique (GAME) - CNRM/CNRS
- Institut de mécanique des fluides de Toulouse (IMFT) - INP/UPS/CNRS
- Institut de recherche en informatique de Toulouse (IRIT) - UPS/INP/UT1/CNRS
- Laboratoire d’aérologie (LA) - UPS/CNRS
- Laboratoire d'analyse et d'architecture des systèmes (LAAS) - CNRS
- Laboratoire d’astrophysique de Toulouse et de Tarbes (LATT) - UPS/CNRS
- Laboratoire d’écologie fonctionnelle (ECOLAB) - UPS/CNRS/INP
- Laboratoire d'études en géophysique et océanographie spatiales (LEGOS) - UPS/CNRS/CNES/IRD
- Laboratoire d’ingénierie des systèmes biologiques et des procédés (LISBP)  - INSA/CNRS/INRA
- Laboratoire de chimie agro-industrielle (LCA) - INRA/INP
- Laboratoire de chimie de coordination (LCC) - CNRS
- Laboratoire de dynamique terrestre et planétaire (LDTP) - UPS/CNRS
- Laboratoire de dynamiques forestières dans l’espace rural (DYNAFOR) - INRA/INP
- Laboratoire de Génie Chimique (LGC) - INP/UPS/CNRS
- Laboratoire de génie mécanique de Toulouse (LGMT) - INSA/UPS Institut Clément Ader
- Laboratoire de géographie de l'environnement (GEODE) - UTM/CNRS
- Laboratoire de Physique et Chimie des Nano-Objets (LPCNO) - INSA/UPS/CNRS
- Laboratoire des Mécanismes et Transferts en Géologie (LMTG) - UPS/CNRS/IRD
- Laboratoire plasma et conversion d'énergie (LAPLACE) - UPS/INP/CNRS
- Office national d'études et de recherches aérospatiales – Centre de Toulouse (ONERA)
- Sciences de l’Univers au Centre Européen de Recherche et de Formation Avancée en Calcul Scientifique (SDU) - CERFACS/CNRS

CNES : Centre National d’Études Spatiales - CNRM : Centre National de Recherches Météorologiques - CNRS : Centre National de la Recherche Scientifique - INP : Institut National Polytechnique - INSA : Institut National des Sciences Appliquées - INRA : Institut National de la Recherche Agronomique - IRD : Institut de Recherche pour le Développement - UPS : Université Paul Sabatier - UT1 : Université de Sciences Sociales - UTM : Université de Toulouse Le Mirail

## Un financement sur appel à projet
Chaque année, les projets soutenus par la Fondation sont sélectionnés par le Conseil Scientifique à partir d’un appel à projets. Pour exemple, le second appel à projets paru en avril 2008, est centré sur six thèmes :
- modélisation et simulation des objets et processus complexes ;
- l’avion propre ;
- systèmes embarqués et distribués ;
- les milieux naturels et leur devenir : de l’observation spatiale à la modélisation ;
- nouveaux capteurs et capteurs distribués ;
- nouveaux matériaux pour l’aéronautique et l’espace.

Il existe aussi la possibilité de soumettre un projet appelé « projet émergent » : il s’agit d’une aide au montage d’un nombre limité de projets innovants en gestation, qui nécessitent un faible soutien financier pour, soit aider à la coordination des équipes, soit prendre les contacts nécessaires avec des scientifiques extérieurs, soit tout autre besoin permettant d’en faciliter le mûrissement. Ces projets sont d’une courte durée (inférieure à 1an). Il s’agit en quelque sorte d’une étude de faisabilité qui, si elle s’avère concluante, pourra faire l’objet par la suite d’un dépôt de projet et dont le financement sera plus élevé.

## Site officiel de la Fondation
- http://www.fondation-stae.net/